# Liste von Stätten des Putuo Shan

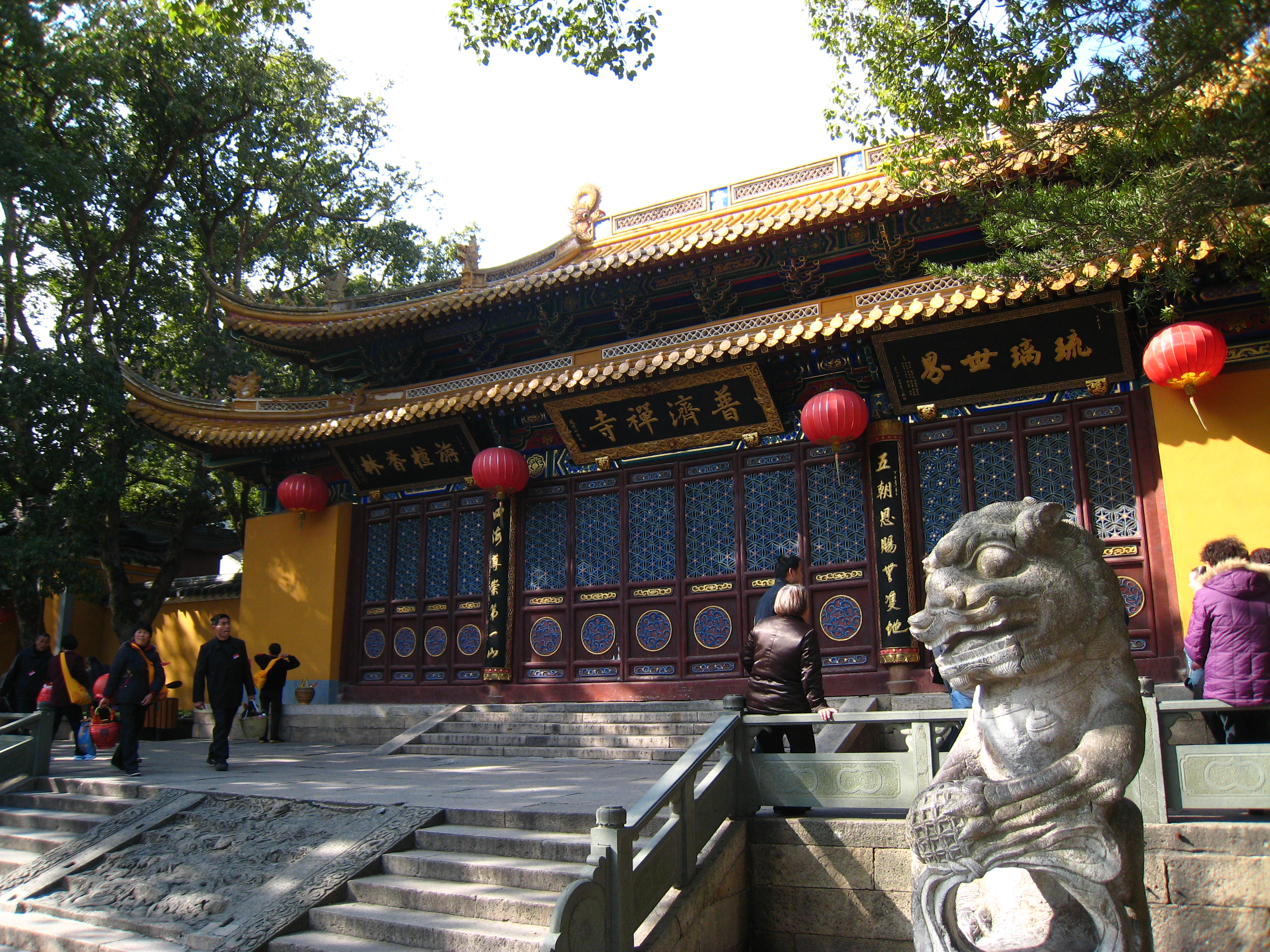
Puji-Tempel

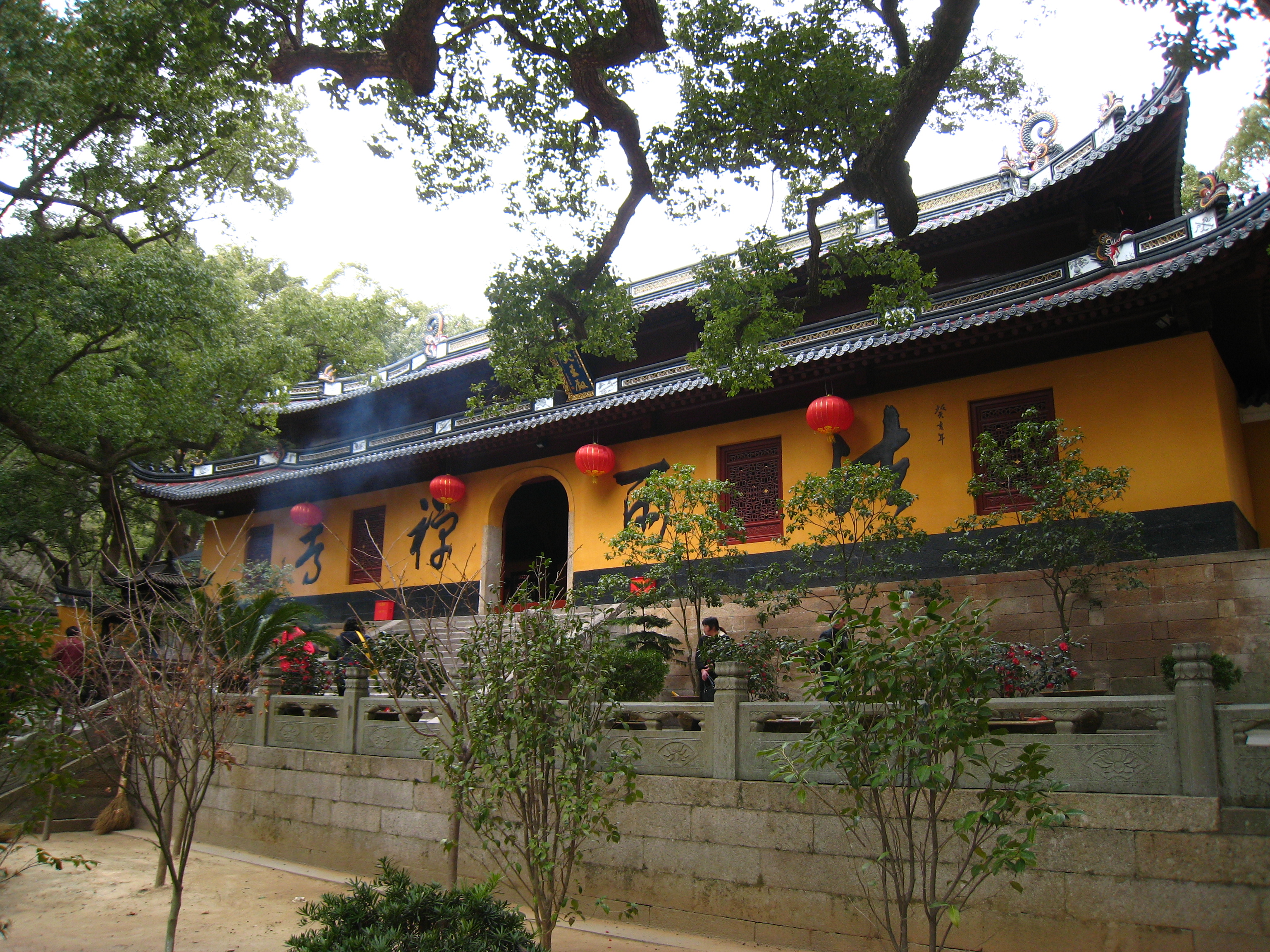
Fayu-Tempel

Dies ist eine Liste von Stätten des Putuo Shan. Das Gebirge (siehe Hauptartikel Putuo Shan 普陀山) vor der Küste der chinesischen Provinz Zhejiang zählt zu den  Vier heiligen Bergen  des Buddhismus in China. Es ist eine wichtige Pilgerstätte und ein vielbesuchtes touristisches Reiseziel. Den Schwerpunkt der Liste bilden buddhistische Stätten, insbesondere buddhistische Tempel.
Die Tempel Puji si 普济寺, Fayu si 法雨寺, Huiji si 慧济寺 zählen zu den Nationalen Schwerpunkttempeln des Buddhismus in han-chinesischen Gebieten.
Ein Großteil der Gebäude steht unter Denkmalschutz (vgl. Denkmäler der Volksrepublik China und Denkmäler der Provinz Zhejiang).

## Übersicht
Pinyin/chinesisch (Kurzzeichen) – Nationale Schwerpunkttempel des Buddhismus in han-chinesischen Gebieten sind mit einem Sternchen (*) gekennzeichnet.
- Fayu si 法雨寺 *
- Huiji si 慧济寺 *
- Puji si 普济寺 *

- Bu ken qu Guanyin yuan 不肯去观音院
- Zhenfa jiang si 正法讲寺
- Xifang an 西方庵
- Putuo Shan Foxue yuan 普陀山佛学院
- Putuo Shan Fjiao xiehui 普陀山佛教协会
- Puji yiyuan 普济医院